# Société genevoise d'instruments physiques

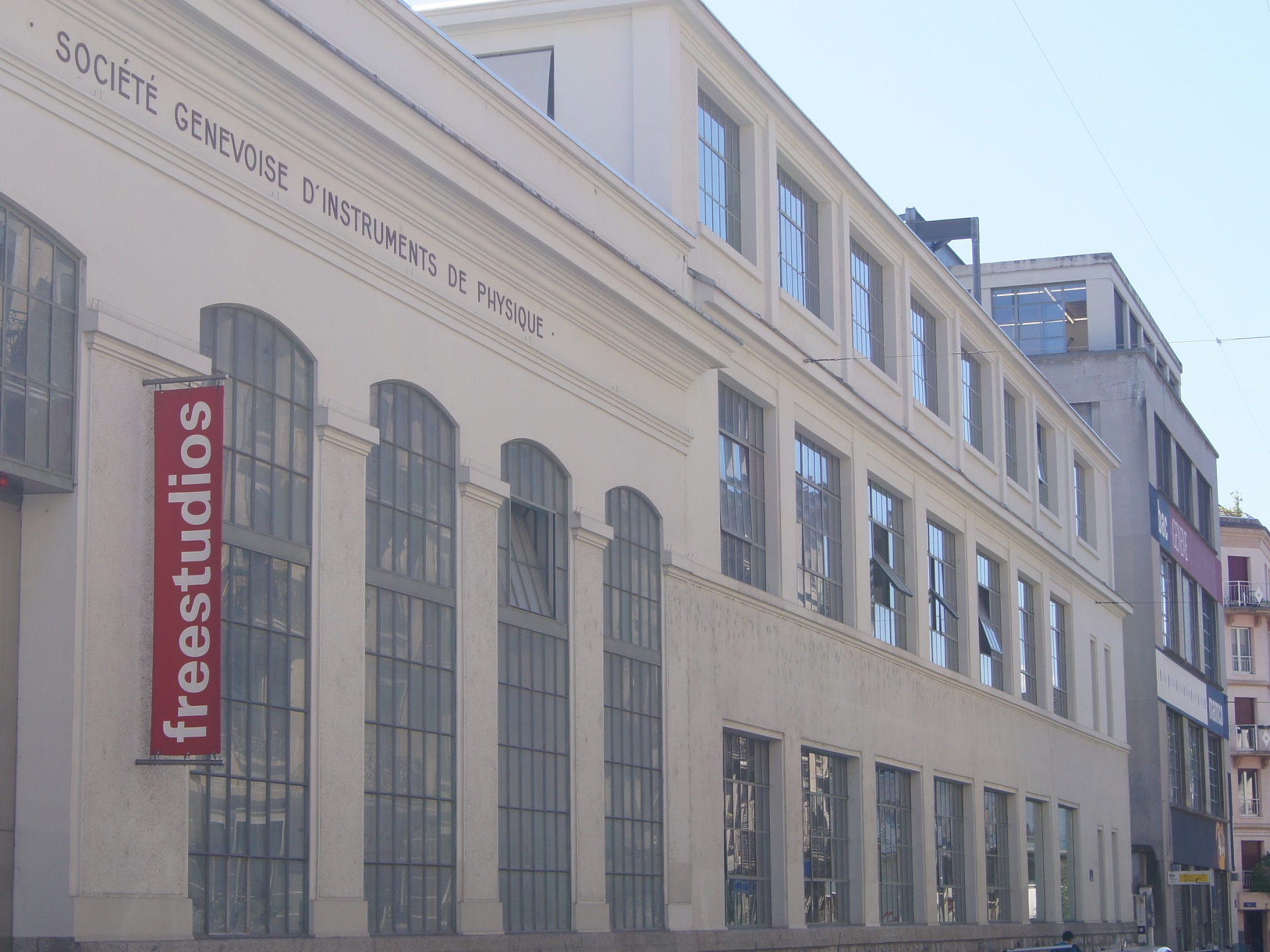
Les ateliers de la SIP à Genève, rue Gourgas (à droite le MAMCO)

La Société genevoise d'instruments de physique (SIP) est fondée en 1862 à la suite de l'association d'Auguste De la Rive et de Marc Thury en 1858 déjà. Le premier atelier est abrité dans une villa située à Plainpalais, Genève. En 1989, l'entreprise quitte son site d'origine situé dans le centre-ville de Genève pour la zone industrielle de Meyrin-Satigny. L'entreprise est mise en faillite en 2002. Renommée Société Instruments Physique, une nouvelle structure est relancée en 2004 par un fonds d'investissement. Une nouvelle faillite est prononcée en 2005. En 2006, Starrag Group reprend les activités de la SIP.

## Histoire

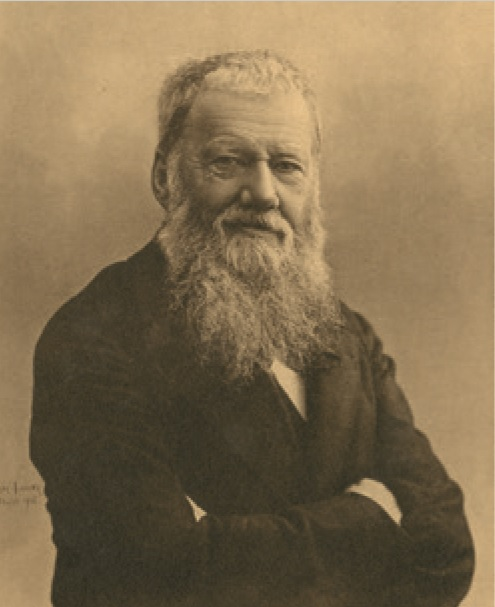
Marc Thury en 1900

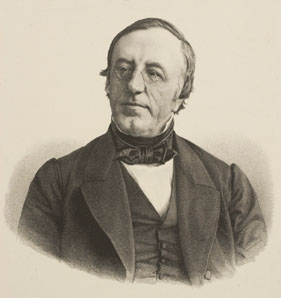
Auguste de la Rive

### 1858-1909
En 1858, Auguste De la Rive propose à Marc Thury de se consacrer à la fabrication d'instruments de physique et d'appareils de précision. Auguste De la Rive fournit le capital de départ. Marc Thury acquiert grâce celui-ci une villa située à Plainpalais et y installe le premier atelier à l'origine de la SIP. Le premier catalogue de l'atelier de Plainpalais est publié en 1863. Celui-ci offre un témoignage des instruments produits par Marc Thury et son équipe: appareils de mesure, appareils mécaniques, appareils de mesure de phénomènes physiques. Marc Thury met ainsi au point une machine à diviser. Cependant, malgré sa réputation, l'atelier fonctionne à pertes. La production est pénalisée par le caractère artisanal de la production et par l'importance accordée à la recherche. En 1862, Marc Thury et Auguste De la Rive s'associent avec dix-huit actionnaires et fondent la Société genevoise d'instruments physiques. En 1867, lors de l'Exposition universelle de Paris, la SIP reçoit une médaille d'or pour une monture équatoriale en bois.
En 1870, Théodore Turrettini est engagé par la SIP. Celui-ci va alors élargir les activités de l'atelier afin de faire face aux difficultés économiques persistantes. Cette politique de diversification s'appuie sur deux axes : l'exploitation de licences de fabrication et la mise sur pied d'une véritable usine de mécanique. Théodore Turrettini va investir dans la fabrication de four à gaz, de moteurs à eau et de machines frigorifiques,. À partir de 1875, la fabrication de machines à diviser et la fabrication de règles de précision devient une des activités de base de la SIP. Le Bureau international des poids et mesure confie à la SIP le soin de fabriquer les étalons secondaires, soit les règles destinées aux institutions non gouvernementales.

### 1909-1914
À partir de 1909, la SIP entame son ouverture vers l'industrie mécanique. Fernand Turretini, fils de Théodore Turrettini, accède au poste de directeur technique et va développer la stratégie de l'entreprise. Tournant le dos aux procédés empiriques, Fernand Turrettini fait le pari de transposer les principes de la métrologie scientifique dans le champ industriel sans pour autant faire de concession à la précision des appareils. Présentée en 1909, la SG 1910 est une règle étalon qui permet de déterminer les dimensions d'une pièce en valeur absolue. Ce produit va rapidement trouver sa place dans les laboratoires d'institutions scientifiques et d'entreprises. La SIP va également produire de nombreuses machines de mesure destinées notamment au contrôle des calibres d'atelier. Les efforts de la SIP portent sur la réduction des sources d'erreurs inhérentes à la conception de machines ainsi que celles dues aux facteurs environnementaux et humains.  

### 1914-1950
Au début de la Première Guerre mondiale, de nombreuses entreprises suisses participent à l'effort de guerre des Alliés. Ayant fait des vis et des outils de précision sa spécialité, la SIP va ainsi produire des outils destinés à contrôler l'exactitude des filetages. Les bâtiments historiques d'origine sont détruits afin d'accueillir de nouvelles structures mieux adaptées à la production de la SIP, dont le bâtiment des calibres. En 1917, la SIP entreprend de rationaliser l'activité de ses divers départements. La réorganisation s'appuie sur deux mesures principales : le remplacement des ateliers historiques par le bâtiment des calibres et le transfert de l'usinage des machines frigorifiques à l'extérieur de la ville de Genève, à Châtelaine. 
En 1911, la SIP présente à l'École d'horlogerie de Genève la machine à pointer. Conçue pour les pièces circulaires, notamment les calibres de montre, la machine permet de relever les distances et de les marquer sur une pièce. La fabrication de ce type de machines va répondre à une forte demande de la part de l'industrie horlogère. Cependant, la situation économique de la SIP se dégrade rapidement. Celle-ci est confrontée à l'essor de la fabrication en série, à l'accélération des innovations techniques et à une concurrence accrue dans le domaine de l'industrie de précision. La sortie d'un nouveau modèle de machine à pointer en 1924 permet à l'entreprise de sortir de la crise. Ce modèle permet une précision au millième de millimètre. Par la suite, la SIP va décliner le principe de la machine à pointer pour de nombreux domaines de l'industrie, notamment l'automobile, l'horlogerie, la pendulerie, etc. La production de ces divers types de machines force la SIP à construire un halle de montage adaptée sur le site de Genève. En 1932, la SIP démarre la production de projecteurs de profils. L'appareil reproduit sur un écran translucide la silhouette de pièces de petites dimensions, permettant ainsi de les mesurer sans les déformer. De 1933 à 1957, la SIP lance successivement onze modèles de cette machine qui forment une gamme couvrant tous les champs d'application industrielle. 
La crise de 1929, la crise financière relève la fragilité de la SIP, dont les commandes connaissent une chute brutale entre 1931 et 1934. La SIP va ainsi développer dès 1920 les activités liées à la métrologie industrielle, permettant de diversifier les sources de ventes. La machine à pointer constitue le pivot de cette diversification. Pour répondre à la hausse de la demande des machines Hydroptic, aléseuse-fraiseuse hydraulique-optique, lancées en 1935, la SIP s'engage dans un programme de réorganisation de son outil de production. La halle monumentale de l'usine de Châtelaine est dédoublée dans le sens de la longueur en 1938. À Genève, la société fait l'acquisition des parcelles situées au centre et au sud-ouest de l'usine (angle des rues des Bains et des Vieux-Grenadiers) puis de deux immeubles d'habitation assurant ainsi la maîtrise de la parcelle. Les terrains supplémentaires permettent de structurer le site en deux parties: à l'ouest les activités usinage et à l'est le reste des activités de l'entreprise. Le cœur du site est occupé par un magasin central.  
Les finances de la SIP ne sont que faiblement touchées par la Seconde Guerre mondiale, les effectifs de l'entreprise restant relativement stables. En 1947, l'entreprise présente une nouvelle version de l'Hydropic, l'Hydroptic-7H qui est alors la plus grande machine produite. Ce produit va lancer la série H constituant le point d'origine d'une famille de machines élevées au rang de référence en termes de précision et de qualité.

### 1950-1989

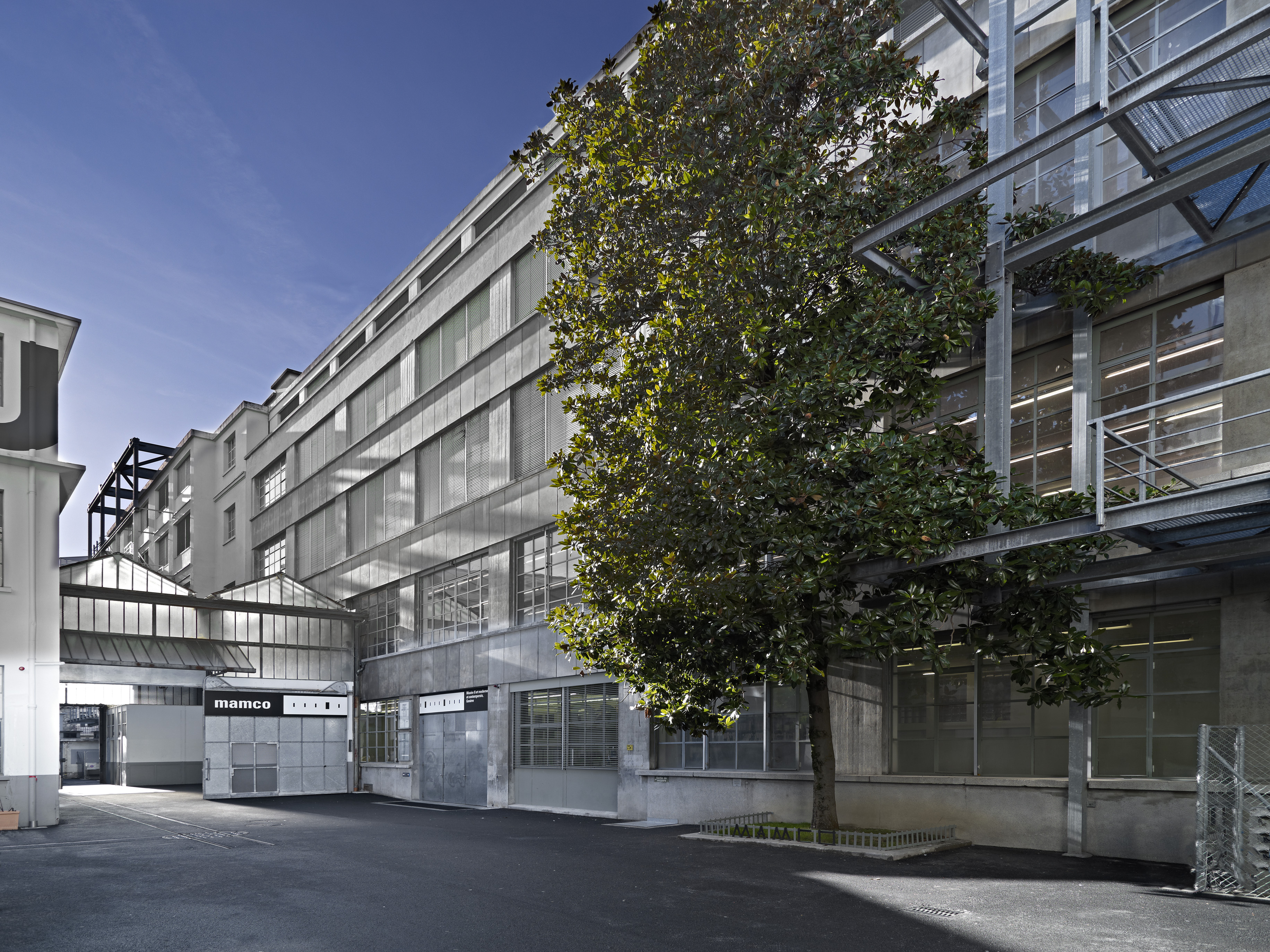
Le MAMCO (2008, le Bâtiment D de la SIP)

À partir des années 1950, l'automatisation des commandes représente un défi de taille pour la SIP. L'entreprise choisit alors de ne pas collaborer avec des entreprises déjà en place dans le domaine. Elle engage alors des moyens considérables en recherches et développement. En 1952, l'usine de Plainpalais accueille un nouveau bâtiment dédié à l'exploitation. En parallèle, le Bureau de construction est divisé en trois sections : machines d'usinage, machines à mesurer et électronique. L'Hydroptic est désormais produite avec des commandes automatiques. 
Les efforts de la SIP portent leurs fruits et la décennie 1958-1968 est une période faste pour l'entreprise. La demande excède l'offre et le délai d'attente pour de nombreux types de machine est de plus d'une année.
Dès 1967, la concurrence du Japon remet en cause l'équilibre sur le marché de la haute précision. En 1968, la SIP s'allie à Hoffmann-La Roche qui acquiert 25 % des parts de la société. 1971 marque le début d'une longue série d'exercices déficitaires pour la SIP. Elle s'engage dans une politique de réduction des coûts en créant à parts égales avec Dixi, la Compagnie d'outillages de précision qui fournit aux deux sociétés l'ensemble des accessoires pour les broches. L'année suivante, la SIP engage une collaboration avec la maison Henri Hauser en vue d'élaborer une nouvelle génération de machines à pointer. Face à la demande des clients pour des machines toujours plus grandes et toujours plus productives destinées aux ateliers de fabrication en série, la SIP va développer une génération de centres d'alésage et de fraisage de conception nouvelle. Cette nouvelle génération de machines vide les caisses et est lancée au plus fort de la crise économique marquant la fin des Trente glorieuses. Entre 1970 et 1985, les effectifs de la SIP chutent de 1400 à 500 personnes et le ralentissement de l'activité est du même ordre. Les vagues de licenciement s'enchaînent. La SIP subit de plein fouet le ralentissement de l'économie américaine, qui représente 30 % de son marché, ainsi que le choc pétrolier de 1973. Dès la fin des années 1970, alors que l'économie mondiale retrouve le chemin de la croissance, il ressort que la SIP a subi à la fois une crise conjoncturelle et structurelle: le marché de l'usinage de haute précision s'est fortement resserré. L'offre excède la demande et dans le nouveau paysage économique exige une réduction du prix de revient. On assiste à une modification en profondeur des paradigmes de l'industrie de la mécanique de précision.  
En 1983, avec des effectifs réduits de moitié, l'entreprise se retrouve avec un outil de production surdimensionnés réparti sur trois sites différents. En 1984, SIP est rachetée par Dixi. Ayant posé une option sur un terrain dans la zone industrielle de Meyrin-Satigny dans les années 1950, elle entreprend d'y construire de nouveaux locaux dans le but de pouvoir vendre ceux de Plainpalais.  La perspective du départ de l'entreprise relance le projet de Musée d'art moderne et contemporain (MAMCO) soutenu depuis 1973 par l'association AMAM. Le groupe immobilier qui en est devenu le propriétaire cède en 1987 l'ensemble des bâtiments situés le long de la rue des Bains à la ville de Genève. Les surfaces seront ensuite mises à disposition de trois institutions: le Musée Jean Tua de l'automobile, le Centre d'art contemporain et le MAMCO,.

### 1990 à nos jours
La rationalisation drastique de la production menée dès 1984, suivie de l'assainissement de la situation financière et d'une embellie conjoncturelle permettent à la SIP d'augmenter ses effectifs. De plus, le programme de fabrication a été complètement renouvelé: des nouvelles générations de machines à mesurer, des machines d'usinage et de fraisage sont produites. Cependant, alors que la vente du site de Plainpalais devait couvrir les coûts de la construction de l'usine de Meyrin-Satigny, ce dernier s'avère bien plus élevé que prévu. Le bâtiment s'avère surdimensionnés et les frais d'exploitation sont lourds. La SIP n'est plus en mesure de rapatrier les activités de l'usine de Châtelaine. De plus, les années 1991 à 1993 sont marquées par une forte crise de la machine-outil. Le marché de la haute précision se réduit peu à peu aux secteurs de l'aéronautique, de la défense et de l'énergie. La demande mondiale n'excède pas une cinquantaine de machines par an. Le plan d'assainissement négocié en 1994 avec les créanciers ne parvient pas à enrayer la chute de l'entreprise qui est mise en faillite en 1996. Elle est alors reprise par un groupe d'industriels qui manque d'appuis. Faute de trésorerie, l'aventure se solde par un échec et une nouvelle mise en faillit en 2002. Rebaptisée Société d'Instruments Physiques, une nouvelle structure est relancée par un fonds d'investissement en 2004 mais la gestion erratique des repreneurs conduit à une troisième faillite en 2005. Les repreneurs se succèdent mais la SIP n'a jamais interrompu ses efforts en matière de développement et de production. En 2006, la SIP est rachetée par le groupe Starrag. Ce rachat permet de nouvelles synergies en particulier dans le domaine de la production, de la recherche et du développement. Le marché cible reste le même : la fabrication de pièces d'ultra précision pour la construction aéronautique et aérospatiale la technique des turbines, la production d'énergie, les moteurs à haute performance et les machines de précision. Depuis 2010 se sont ajoutés la production en grande série de pièces à destination de l'industrie automobile et aéronautique.